# 上海金鷹隊
上海金鷹隊為中國棒球聯賽的創始隊之一，主場為上海浦東棒球場，曾經獲得一次全國冠軍與兩次第二名，先後有多位選手入選中國棒球代表隊國手，2004年台灣籍廖敏雄曾擔任總教練。2021年更名為「上海紅鷹隊」並獲得首座聯賽冠軍，2024年又改回原名。

## 歷年戰績
- 2002年：4勝8敗，例行賽第三名
- 2003年：8勝16敗，例行賽第四名
- 2004年：10勝26敗，例行賽第四名
- 2005年：16勝13敗，例行賽第四名
- 2006年：8勝13敗，例行賽第五名（東南地區第二名）
- 2007年：7勝14敗，例行賽第五名（東南地區第二名）
- 2008年：10勝11敗，例行賽第三名（華南/華東賽區第一名　季後賽　零勝三敗 ）
- 2009年：
- 2010年：5胜13败，例行赛第六名（华南/华东赛区第三名）
- 2011年：3胜15败，例行赛第七名[1]

## 特殊事蹟
- 2005年，張玉峰獲得安打王、打點王、全壘打王、年度最有價值球員四項大獎。

## 外部連結
- 上海金鷹隊在台灣棒球維基館上的頁面（繁體中文）